# Деветци, Хрисопия
Хрисопия Деветци (греч. Χρυσοπηγή Δεβετζή; род. 2 января 1976, Александруполис) — греческая легкоатлетка, специализирующаяся в тройном прыжке и прыжке в длину. Серебряный призёр Летних Олимпийских игр 2004 года в тройном прыжке.

## Карьера
В детстве увлекалась гимнастикой, но позже её заинтересовала лёгкая атлетика. На чемпионате Европы 2002 заняла седьмое место, а на Чемпионате мира 2003 года — восьмое место.
На зимнем Чемпионате мира в 2004 году завоевала бронзовую медаль с результатом 14,73 метра, уступив россиянке Татьяне Лебедевой и суданке Ямиле Алдаме.
В квалификации тройного прыжка на Олимпийских играх 2004 в Афинах прыгнула на 15,32 метра, установив рекорд страны и показав четвёртый результат за всю историю соревнований в тройном прыжке. В финале показала результат 15,25 метра и получила серебряную медаль, проиграв только Франсуазе Мбанго Этон из Камеруна (15,30 м).
На чемпионате мира 2005 года показала пятый результат, прыгнув на 14,64 метра.
В финале на чемпионате Европы в 2006 году прыгнула на 15,05 метра, но завоевала серебро, Татьяна Лебедева в последней попытке показала лучший результат. В 2007 году на чемпионате мира в Осаке показала результат 15,04 метра и получила бронзовую медаль.
На Олимпийских играх 2008 в Пекине ей снова удалось завоевать бронзовую медаль, прыгнув на 15,23 метров. В этом соревновании она уступила только Франсуазе Мбанго Этон (15,39 м) и Татьяне Лебедевой (15,32 м). После Олимпиады-2008 завершила спортивную карьеру.